# Rózsa Klein
Rózsa Klein (10 de agosto de 1900, Budapest (Hungría) – 11 de abril de 1970, París), más conocida como Rogi André, es una fotógrafa de retratos y pintora francesa  de origen húngaro.
Fue la primera esposa de André Kertész.

## Biografía
Nacida en Budapest. Su padre era médico y su madre, ama de casa.
Graduada en la Escuela de Bellas Artes de Budapest, también estudió  violín. En 1925, atraída por la bohemia parisina, se estableció en París, donde se encontraban los grandes artistas del momento. Allí frecuentó la comunidad húngara donde conoció a políticos y artistas. En medio de la agitación intelectual parisina, se hizo amiga de artistas de vanguardia, en particular los surrealistas, de los cuales realizó numerosos retratos.
En 1928 realizó sus primeras fotos de desnudos, considerados trabajos fetichistas. En 1929, cuatro años después de su llegada a París, se casó con su compatriota, el fotógrafo André Kertész. Sin embargo, su relación con Kertész duró poco, ya que la abandonó por su amante (que se convertiría en su segunda esposa) Élisabeth Sali,  divorciándose en 1932. Se vio muy afectada por esta separación, porque  adoraba a su marido. Fue entonces cuando conoció a Lisette Model, a quien  enseñó los fundamentos de las técnicas de encuadre y cuando empezó a utilizar la Rolleiflex. Salieron para  tomar fotos por París cuatro o cinco veces recordará Lisette Model en una entrevista con Jim McQuaid y David Tait en 1977. Rogi André  transmitió a Lisette el consejo que su esposo le había dado: No fotografiar nunca lo que no te entusiasme, solo lo que te  apasione.
Adquirió cierta notoriedad como retratista, y firmó sus fotografías bajo el seudónimo de Rogi André, al parecer en referencia al primer nombre de su exmarido. Entre 1930 y 1950, se dedicó a la producción de una vasta galería de retratos de pintores, escultores, escritores y artistas entre los más notables de la época, como Pablo Picasso, Aristide Maillol, André Derain, Wassily Kandinsky, Fernand Léger, Balthus, Le Corbusier, René Crevel, Ambroise Vollard, Antonin Artaud, Colette, Dora Maar, André Breton o Jacques Prévert.
En 1935, el fotógrafo y teórico de la fotografía Emmanuel Sougez publicó en la revista Arts et Métiers Graphics Deux femmes, quatre-vingt hommes (Dos mujeres, ochenta hombres), un artículo donde compara la fotografía de Rogi André y la de Laure Albin Guillot, y critica a  André por hacer que las modelos posen en su entorno. Algunos críticos han notado en sus retratos una influencia del cubismo, por ejemplo, en el retrato de Dora Maar (c. 1940) donde realizó una composición geométrica gracias al juego de sombras y luces.
En 1936 participó en la exposición internacional de fotografía en el Pavillon de Marsan en París, donde presentó cuatro retratos. En 1937, apareció en la famosa exposición Photography, 1839-1937 organizada por Beaumont Newhall en el Museo de Arte Moderno de Nueva York (MoMA). Su obra todavía se exhibe en numerosas exposiciones, como la Galería de Arte e Industria de París o la dedicada a la fotografía francesa en Copenhague.
En 1941, durante la Segunda Guerra Mundial, Rogi André se vio obligada a huir a la zona libre y refugiarse en Turena debido a sus orígenes judíos, pero poco después, a pesar de todo, logró esconderse en París, gracias a la ayuda de la galerista Jeanne Bucher.
A partir de 1950 comenzó a pintar y, en 1962, mientras vivía en extrema precariedad, asistió a la Academia del pintor André Lhote, mientras continuaba haciendo trabajos fotográficos por encargo. Una amiga, Bernadette Dufort, que dirigía un laboratorio fotográfico, la ayudó generosamente revelando sus negativos de forma gratuita y haciendo impresiones de sus fotografías.
El 11 de abril de 1970, Rogi André murió en París, en la pobreza, y todos sus modestos bienes se pusieron a la venta en el Hôtel Drouot. Parte de sus archivos, y en particular sus fotos impresas, se salvaron del desastre gracias a los esfuerzos de Jean-Claude Lemagny, conservador responsable de fotografía contemporánea del Departamento de Grabados y Fotografía de la Biblioteca Nacional de Francia, quien los adquirió para la colección de la Biblioteca Nacional.

## Portales
- Portal:Francia. Contenido relacionado con Francia.

- Portal:Hungría. Contenido relacionado con Hungría.

- Datos: Q26925320